# Фуэт
Фуэт (кат. Fuet [fuˈɛt]; в переводе означает «кнут») — каталонская тонкая колбаса из свинины.
Фуэт готовится из нежирной свинины с солью и чёрным перцем в кишке в течение четырёх недель. Во время приготовления на колбасе образуются белые пятна, возникающие из-за белой «благородной» плесени, которая придает ей характерный вкус и запах.